# St. Anna (Heidelberg)

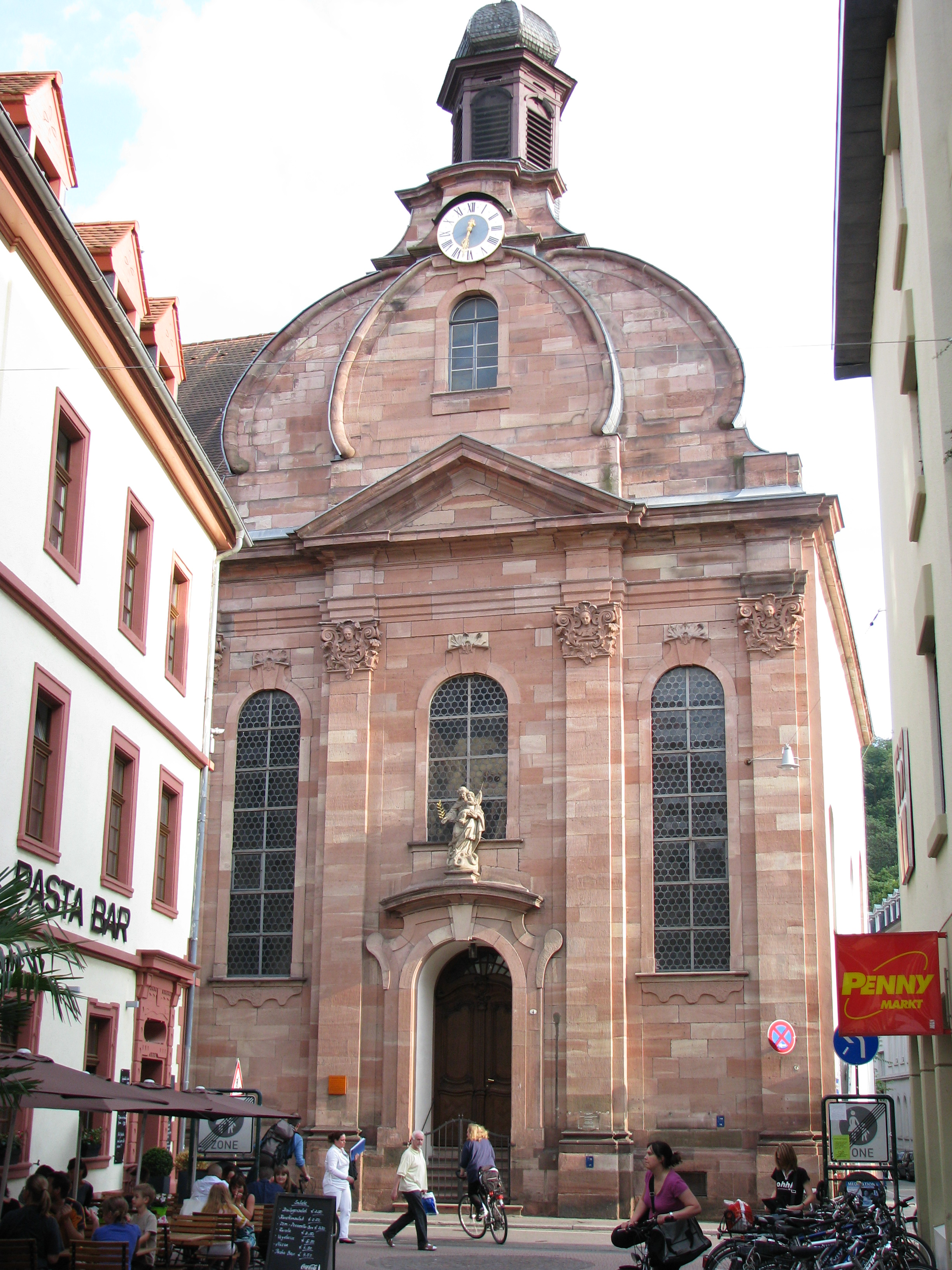
Historische Fassade aus Buntsandstein

St. Anna ist eine katholische Kirche in der Heidelberger Altstadt. Sie wurde in den Jahren 1714 bis 1717 als Hospitalkirche erbaut und ist der heiligen Anna geweiht. Östlich an die Kirche schließt sich das ehemalige Hospital an.

## Geschichte

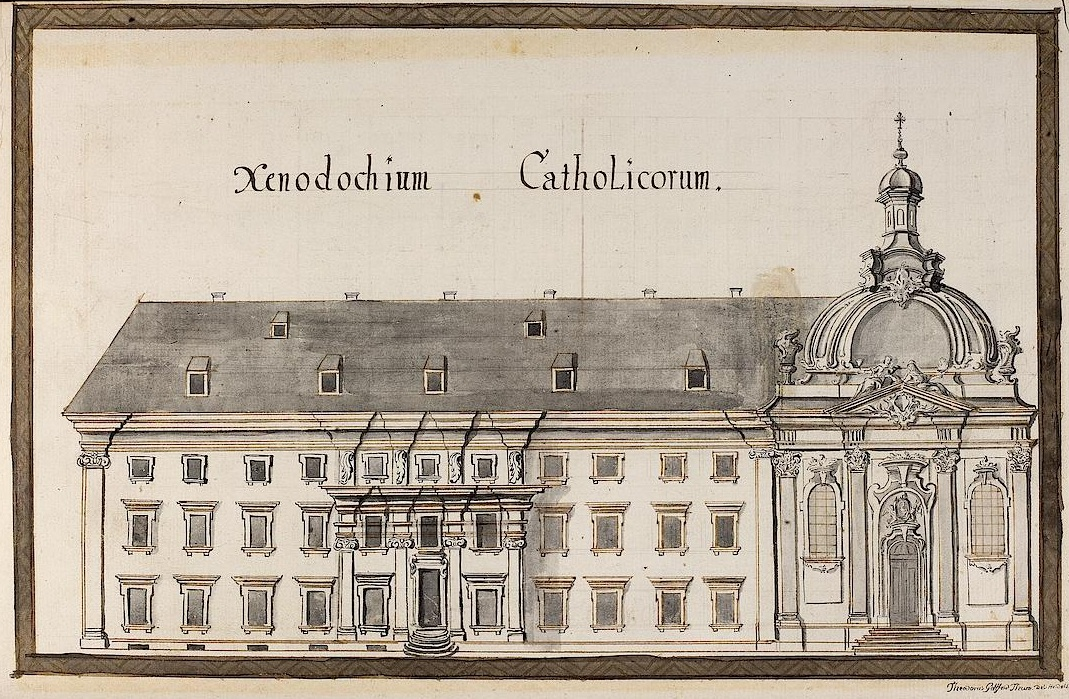
St.-Anna-Kirche und Hospital im Thesaurus Palatinus (1747–1752)

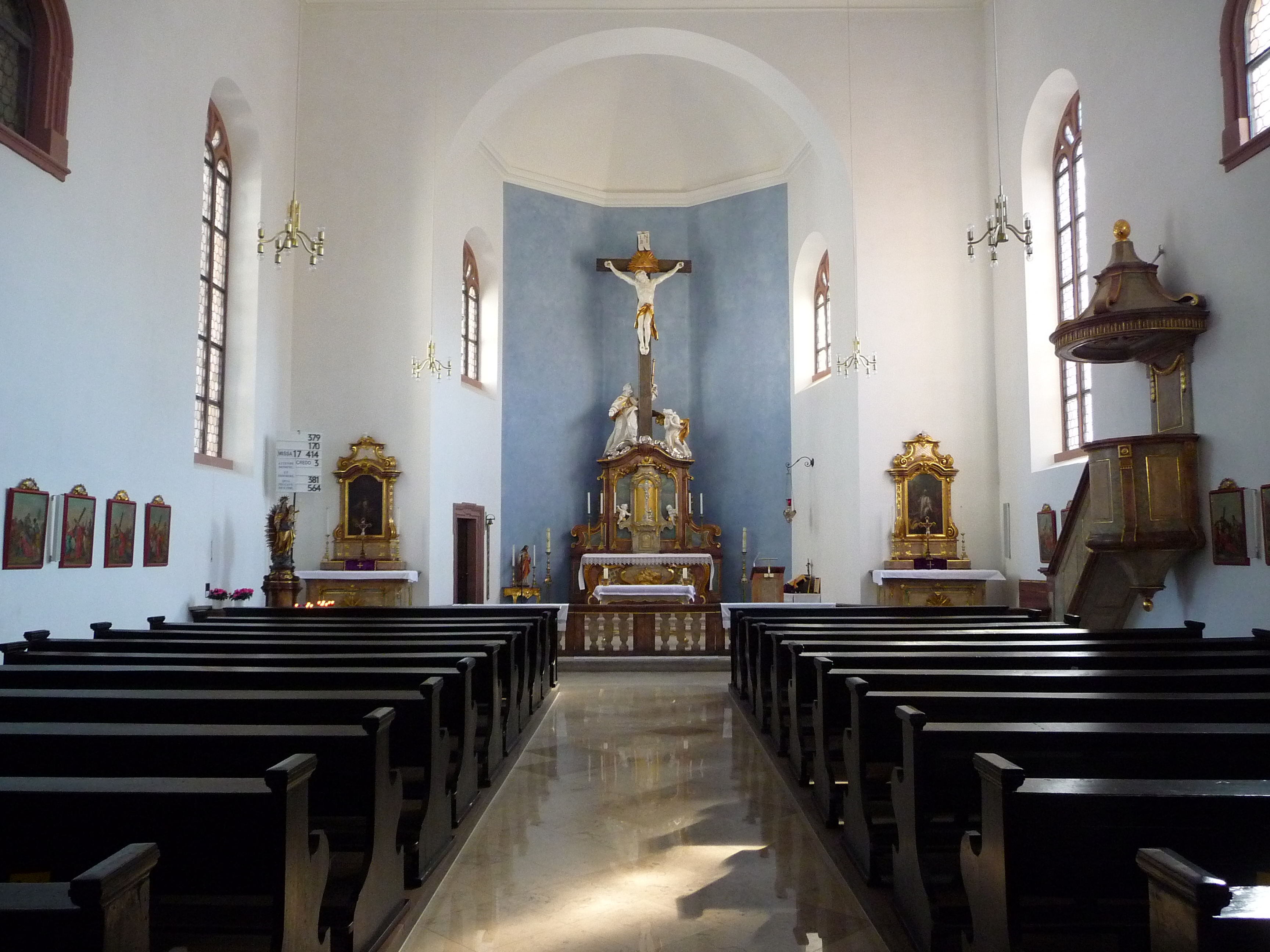
Der Innenraum

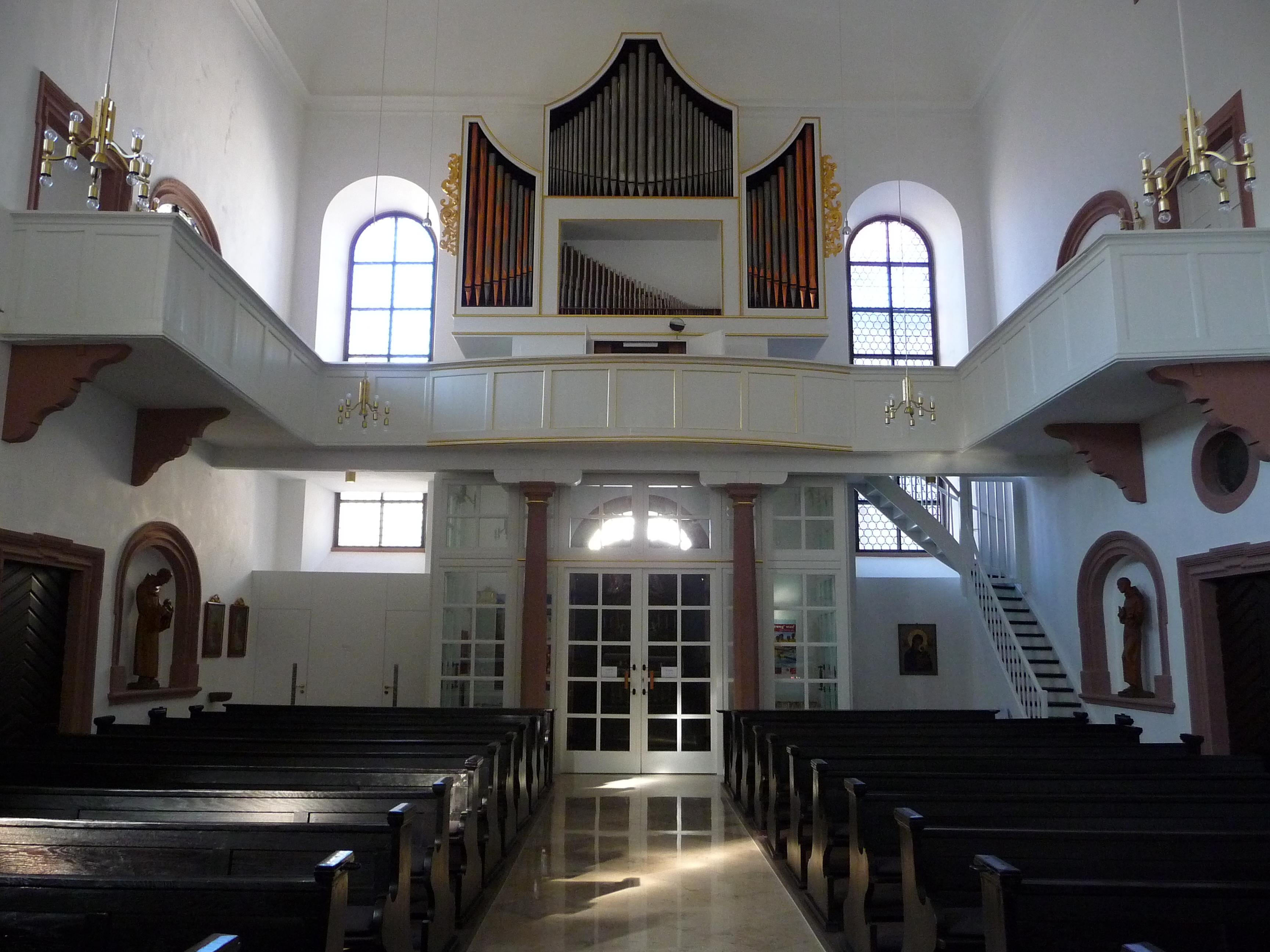
Blick zur Orgel

Als Ersatz für frühere, zum Teil in den Kriegen zerstörte Armen- und Krankenhäuser sollte ein neues Hospital am Ende der Plöck in der damaligen Vorstadt gebaut werden. 
Dort befand sich ein Brunnen mit gutem Wasser, „Gesundbrunnen“ genannt. Der neue Bau wurde anstelle eines im Pfälzischen Erbfolgekrieg zerstörten Lazaretts in unmittelbarer Nähe zum St.-Anna-Friedhof errichtet, von dessen später abgebrochener Kapelle das Patrozinium übernommen wurde. Der Grundstein für Hospital und Kirche wurde am 24. Juni 1714 durch Regierungspräsident Franz Wilhelm Caspar von Hillesheim gelegt. Die Pläne stammten von Theodor Sartori und Johann Adam Breunig, 1717 vollendete Johann Jakob Rischer den Bau. Die Fassade wurde 1749 vermutlich von Franz Wilhelm Rabaliatti vorgeblendet. Ursprünglich sollte das Hospiz aus zwei Flügeln bestehen, die sich symmetrisch auf beiden Seiten an die Kirche anschlossen, jedoch wurde der westliche Flügel aus Geldmangel nicht gebaut.
Bis Mitte des 18. Jahrhunderts wurde das Hospital von allen drei Konfessionen gemeinsam genutzt, dann bauten Reformierte und Lutheraner eigene Krankenhäuser und St. Anna wurde den Katholiken überlassen. Später diente es als städtisches Alten- und Pflegeheim. In den Jahren 1982–1984 wurde es grundlegend saniert und beherbergte bis September 2023 ein Pflegeheim, zunächst in der Trägerschaft der Evangelischen Stadtmission Heidelberg, dann der Caritas-Altenhilfe Heidelberg.
Die Kirche gehört zur katholischen Pfarrgemeinde Heilig Geist und wird heute von verschiedenen Gruppen, u. a. der polnischen oder der rumänisch-orthodoxen Gemeinde, und für Messen nach dem tridentinischen Ritus genutzt.

## Beschreibung

### Architektur
Die Kirche ist ein einschiffiger, flach gedeckter Bau, der aus städtebaulichen Gründen nach Süden orientiert ist. Die barocke Fassade zur Plöck, in der Sichtachse der Neugasse, 
ist durch vier Pilaster mit reich verzierten korinthischen Kapitellen gegliedert. Sie wird von einem geschweiften Giebel mit Dachreiter bekrönt, der eine Kuppel vortäuschen sollte. Dieser Effekt wird aber durch das später eingebaute Fenster und die Uhr zunichtegemacht. Die Westseite an der Nadlerstraße ist nicht gestaltet, da hier ursprünglich der zweite Flügel des Hospitals anschließen sollte.

### Ausstattung
Das Innere der Kirche ist schlicht gehalten. Neben den spätbarocken Seitenaltären, die die heilige Anna (links) und den heiligen Franz Xaver (rechts) zeigen, und der klassizistischen Kanzel ist insbesondere der Hochaltar bemerkenswert. Er wurde von einem Künstler aus dem Umkreis von Paul Egell geschaffen und besteht aus einem über dem Tabernakel frei aufragenden Kruzifix. Am Fuß des Kreuzes steht der heilige Rochus, Patron der Pestkranken, der sich als Fürsprecher der Kranken und Leidenden an den Gekreuzigten wendet, ihm gegenüber befindet sich ein betender Engel.

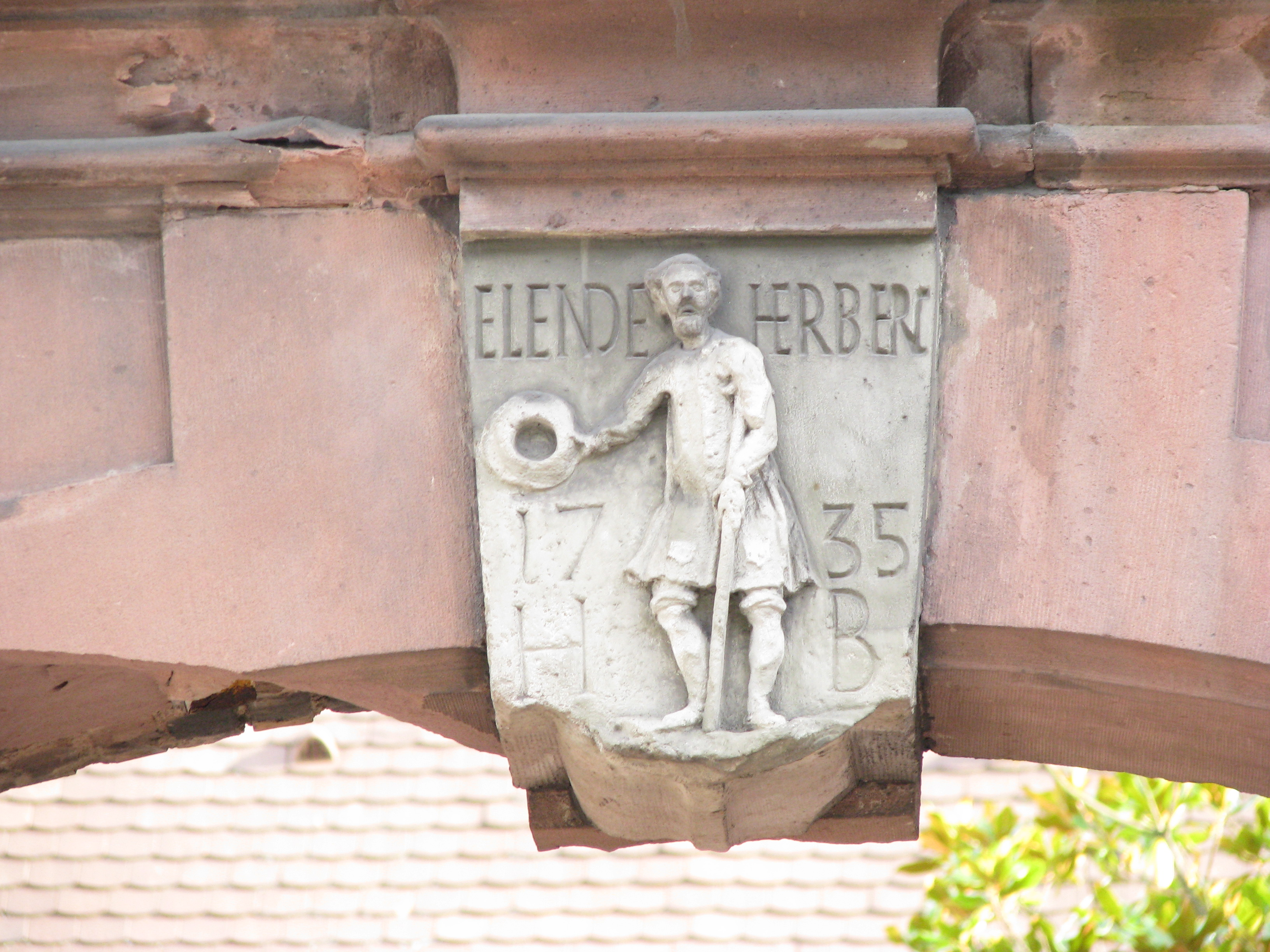
Schlussstein des Hospitals von 1735

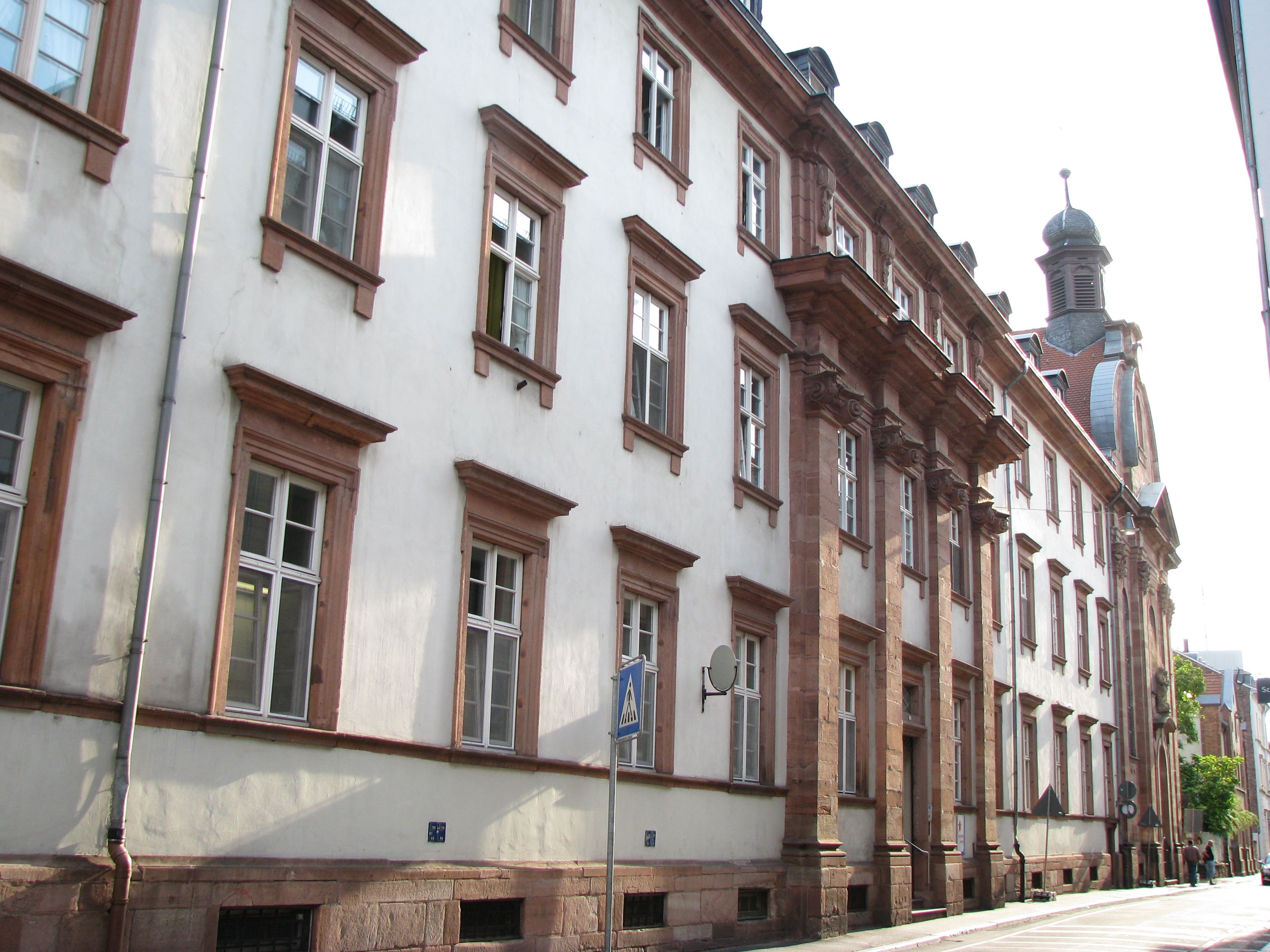
Das ehemalige Hospital

### Hospital
Der östlich an die Kirche anschließende Hospitalflügel ist ein langgestreckter dreigeschossiger Bau. Die Fassade ist ungegliedert, lediglich der Mitteltrakt mit der Eingangstür wird durch vier Pilaster hervorgehoben, die mit ionischen Kapitellen abgeschlossen sind.
Über dem Hoftor befindet sich ein Schlussstein mt dem Reliefbild eines Bettlers, der Inschrift „Elende Herberg“ und der Jahreszahl 1735.